# Swamp Thing

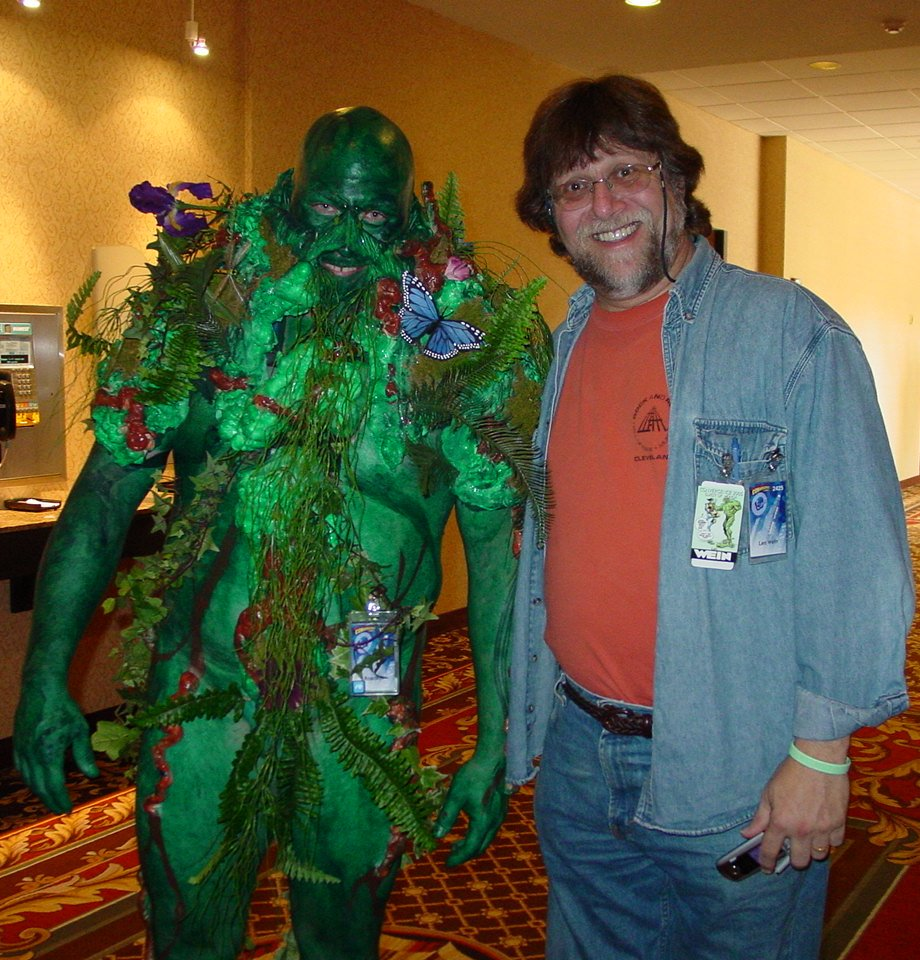
Autor Len Wein mit einem als Swamp Thing verkleideten Fan (2005)

Swamp Thing ist eine Figur des US-amerikanischen Verlags DC Comics, die ihren Ursprung in Horror-Comics aus den 1970er Jahren hat (erster Auftritt in US-House of Secrets #92 im Juli 1971). Erschaffen wurde die Figur von dem Autor Len Wein und dem Illustrator Bernie Wrightson.

## Figurenbiographie
Swamp Thing war ursprünglich der Biologe Alec Holland, der in einem geheimen Regierungslabor im Sumpf an einer Synthese von tierischem und pflanzlichen Leben forschte. Bei einem Überfall ereignete sich eine Explosion, und er stürzte brennend, zusammen mit einer größeren Menge seines gerade entdeckten Elixiers in den Sumpf. Dadurch verschmolz der Geist von Holland mit den Sumpfpflanzen: Ein menschenähnliches Wesen entstand, das jedoch typische Fähigkeiten einer Pflanze hatte (Fotosynthese, (Baum-)Stärke, Nachwachsen abgeschlagener Extremitäten). Aufgrund des freundlichen Charakters von Holland ist Swamp Thing ebenfalls eine grundsätzlich positive Figur. Sein hauptsächlicher Widersacher ist der Wissenschaftler Anton Arcane, der das Pflanzenelixier einnimmt, um sich dann – entsprechend seiner dunklen Seele – in ein böses und hässliches Monster zu verwandeln.
Trotz seines pflanzlichen Charakters geht Swamp Thing wiederholt Beziehungen mit Frauen ein, und in den Comics von Alan Moore wird sogar eine Art körperliche Vereinigung beschrieben, die durch den Verzehr von psychedelischen Früchten, gewachsen aus dem Körper von Swamp Thing, vollzogen wird.
Swamp Thing ist wohl eine Art Superheld, hat jedoch, wohl bedingt durch den gewaltsamen, brutalen Tod von Alec Holland, seine dunklen Seiten. Aufgrund seiner pflanzlichen Natur ist Swamp Thing empfindlich gegenüber Umweltverschmutzung, was ein wiederkehrendes Thema in den Geschichten darstellt. Ein weiterer Unterschied zu den herkömmlichen Superhelden ist auch der Umstand, dass Swamp Thing keine bürgerliche Tarnidentität besitzt.

## Comicserien
Die Figur bekam 1972 ihre erste eigene Serie, die 1976 wieder eingestellt wurde. 1982 wurde als zweite Reihe The Saga of the Swamp Thing gestartet, in der u. a. Alan Moore wirkte. Dabei erfolgte der erste Auftritt des Detektivs und Antihelden John Constantine in US-The Saga of the Swamp Thing #37 (Juni 1985). Die Reihe wurde 1985 in Swamp Thing umbenannt und 1996 eingestellt. Die Ausgaben der dritten (2000–2001) und vierten Serie (2004–2006) wurden beim DC-Label Vertigo publiziert. 2011 startete im Rahmen von The New 52 die fünfte Serie.

## Adaptionen
Ausgehend von dieser Figur entstand 1982 das B-Movie Das Ding aus dem Sumpf (Swamp Thing) von Wes Craven. Weitere Filme, u. a. die Fortsetzung Das grüne Ding aus dem Sumpf (The Return of Swamp Thing, 1989), und die Fernsehserie Swamp Thing (1990–1993) folgten. 2019 wurde eine weitere Serie mit dem Titel Swamp Thing veröffentlicht.
Der Track Swamp Thing der Gruppe The Grid (veröffentlicht 1994) ist nach der Comicfigur benannt.
Die neuseeländische Bluesrock-Band Swamp Thing (Gründung 2010) benannte sich nach der Comicfigur.